# Montigné-le-Brillant
 Montigné-le-Brillant  es una población y comuna francesa, en la región de Países del Loira, departamento de Mayenne, en el distrito de Laval y cantón de Saint-Berthevin.

## Demografía
| 601 | 559 | 616 | 825 | 1,038 | 1,088 |
| Para los censos de 1962 a 1999 la población legal corresponde a la población sin duplicidades (Fuente: INSEE [Consultar]) |     |     |     |       |       |